# Bhairapur, Koppal
Bhairapur là một làng thuộc tehsil Koppal, huyện Koppal, bang Karnataka, Ấn Độ.